# Epibolie

Epibolische beweging van cellen tijdens de gastrulatie en met blastoporus

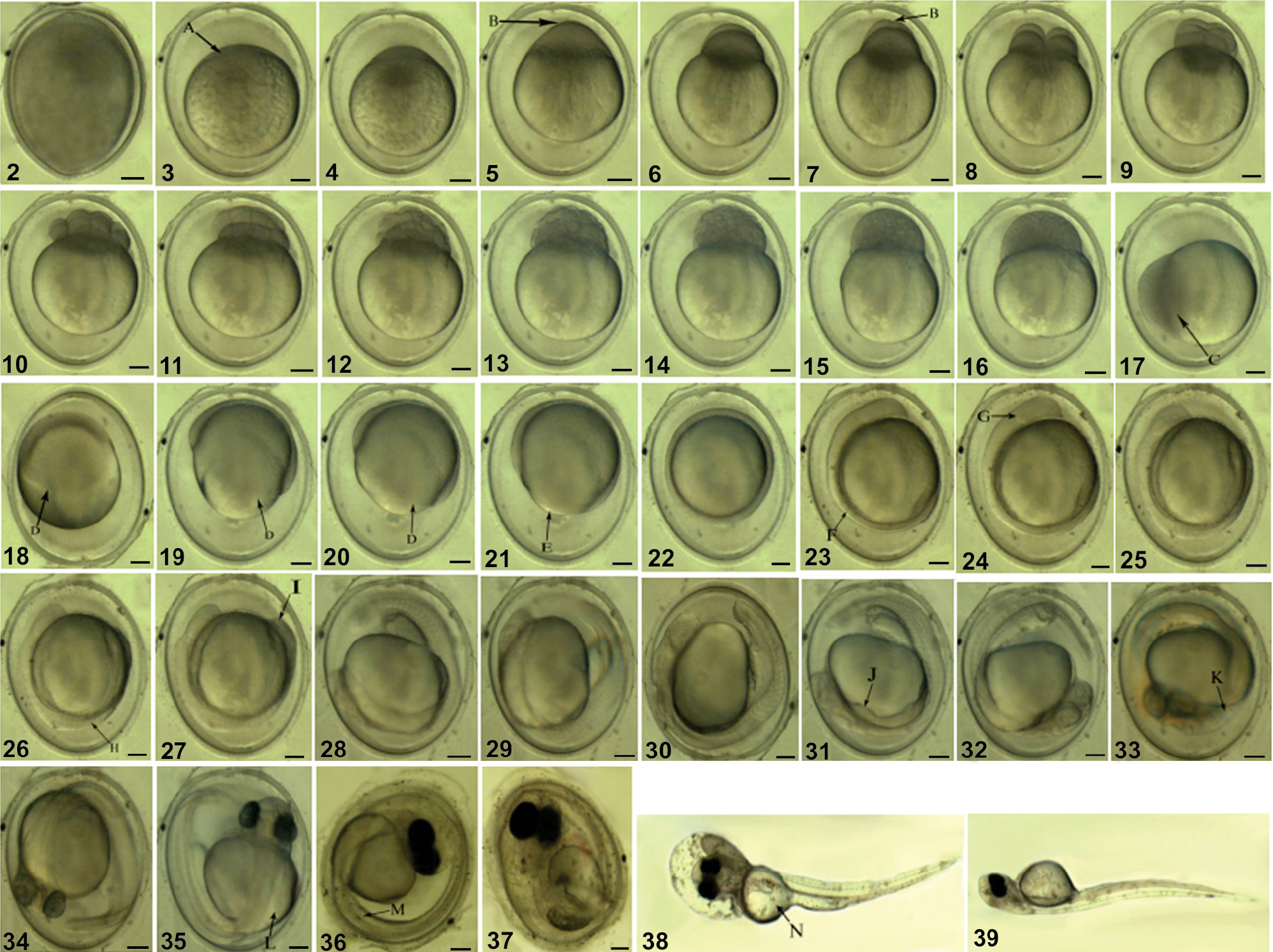
Ontwikkeling van ei tot larve bij blauwband, vanaf 17: Vroege gastrula fase met epibolie (zie C), 21: met blastoporus (zie D)

Epibolie (in het oudgrieks: ἐπιβολή, “superpositie, bedekken”) is het verspreiden en dunner worden van het ectoderm, terwijl de endoderm- en mesodermlagen naar de binnenkant van het embryo bewegen. Het ectoderm ‘overgroeit’ het endoderm . Het is een van de vijf belangrijkste soorten celbewegingen die plaatsvinden tijdens de gastrulatie van de embryonale ontwikkeling van sommige organismen. Bij sommige soorten vindt geen epibolie plaats, maar treedt invaginatie op, een instulping van het beoogde endoderm in het binnenste van de met vocht gevulde holte (blastocoel) van de blastula.
Bij het ondergaan van epibolie moet een eencellige laag een fysieke vormverandering ondergaan om zich te kunnen verspreiden. Als alternatief kunnen meerdere cellagen ook epibolie ondergaan wanneer de positie van cellen wordt veranderd of de cellagen een tussenvoeging (intercalatie) ondergaan. Menselijke embryo's hebben geen epibolie, daarom worden deze beweging  bestudeerd bij zee-egels, manteldieren, amfibieën en vooral bij de zebravis.

## Zebravis

### Algemene bewegingen
Epibolie bij de zebravis is de eerste gecoördineerde celbeweging, die begint in het koepelstadium laat in de blastulafase en doorgaat tijdens de gastrulatie. Op dit punt bevat het zebravisembryo drie delen: 
- een enkelcellige epitheellaag die bekend staat als de enveloplaag (EVL),
- een dooiersyncytiële laag (YSL), een door een membraan omsloten groep kernen die bovenop de dooiercel liggen, en
- de diepe cellen (DEL) van het blastoderm die uiteindelijk de drie kiembladen van het embryo zullen vormen (ectoderm, mesoderm en endoderm).

De EVL, YSL en DEL ondergaan allemaal epibolie.

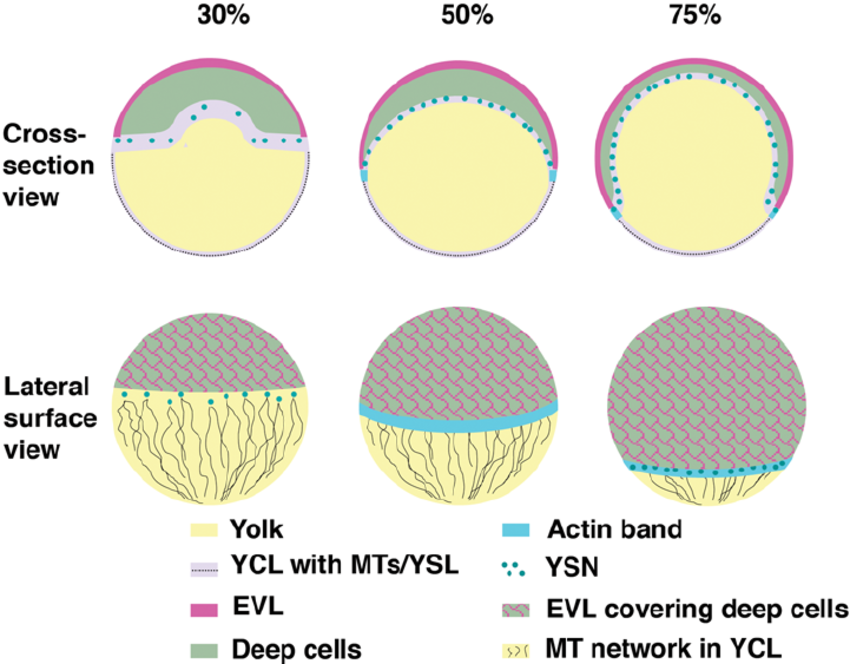
Schematische weergave van epibolie bij de zebravis. MT=microtubuli

Tekening van een zebravisembryo van ongeveer 4 uur na de bevruchting, vóór de start van de epibolie. Midblastula bij de zebravis. EVL=enveloplaag. DEL=diepe cellen, YSL=dooiersyncytiële laag.

Radiale tussenvoeging (intercalatie) vindt plaats in de diepe cellen. De binnenste cellen van het blastoderm bewegen naar de buitenste cellen en "intercaleren" dus met elkaar. Het blastoderm begint dunner te worden terwijl het zich naar de vegetatieve pool van het embryo verspreidt totdat het de dooiercel volledig heeft omgeven. De enveloplaag beweegt tijdens epibolie ook naar de vegetatieve pool, waardoor het oppervlak groter wordt naarmate het zich verspreidt. Werk bij het geslacht Fundulus van straalvinnigen heeft aangetoond dat er geen grote herschikkingen plaatsvinden in de enveloplaag; in plaats daarvan lijnen de cellen aan de voorrand van de enveloplaag uit en trekken samen. De dooiersyncytiële laag beweegt zich ook naar de vegetatieve pool, verspreidt zich langs het oppervlak van de dooier en migreert iets vóór de blastomeren. Zodra de epibolie voltooid is, hebben de DEL, EVL en YSL de dooiercel omgeven en hebben ze een afsluiting die bekend staat als de blastoporus.

### Moleculaire mechanismen van epibolie

#### Cytoskelet- en celadhesiecomponenten

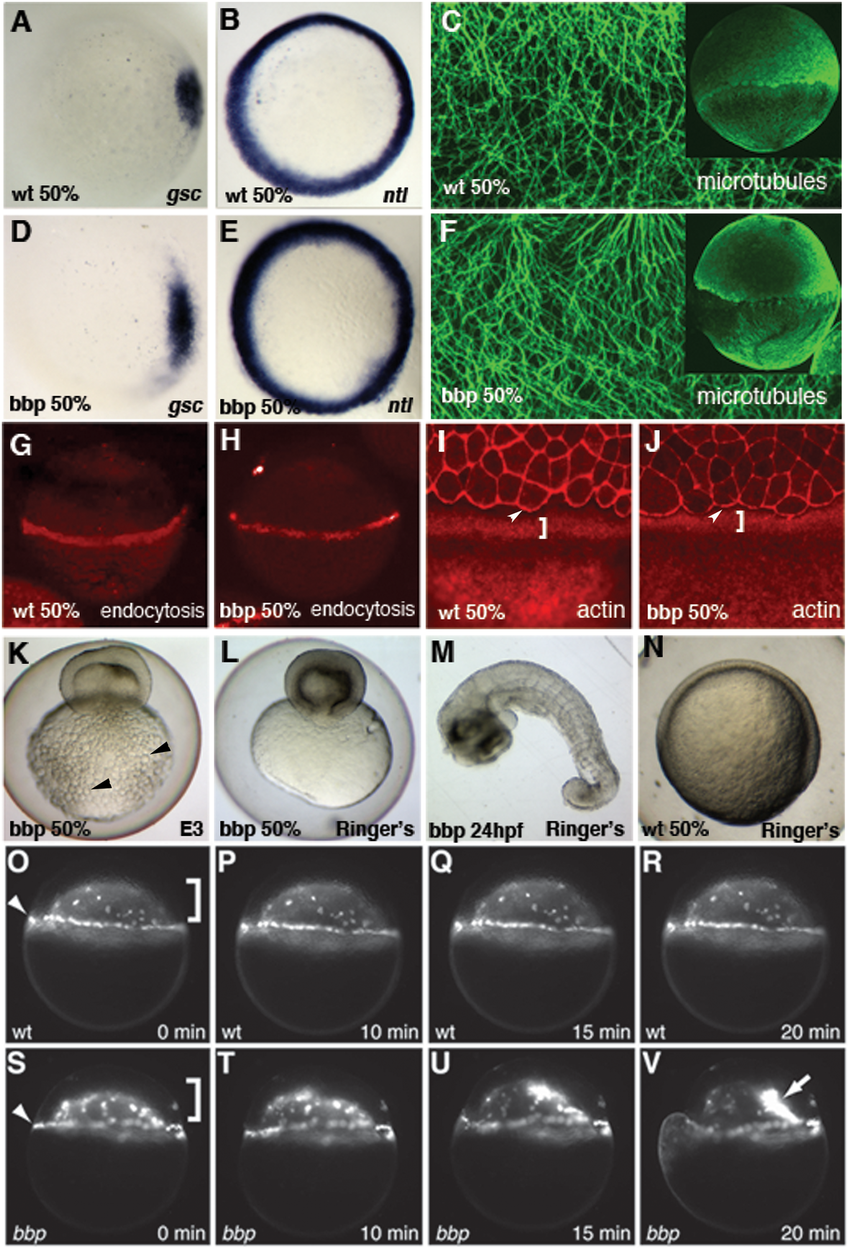
Microtubuli bij de zebravis wt (wildtype) in C en F bij 50% epibolie

Voltooiing van de epibolie vereist de coördinatie van veranderingen in het cytoskelet over het embryo. De dooiersyncytiële laag lijkt in dit proces een prominente rol te spelen. Studies bij het geslacht Fundulus hebben aangetoond dat de dooiersyncytiële laag epibolie kan ondergaan, zelfs als het blastoderm is verwijderd, maar het blastoderm kan geen epibolie ondergaan als de dooiersyncytiële laag ontbreekt. Bij de zebravis bevindt zich in de dooier een reeks microtubuli die zich uitstrekt van de dierlijke (animale) tot aan de vegetatieve pool van het embryo, en die samentrekt naarmate de epibolie vordert. Het behandelen van embryo's met het microtubuli-depolymeriserende middel nocodazol blokkeert de epibolie van de dooiersyncytiële laag volledig en blokkeert gedeeltelijk de epibolie van het blastoderm, terwijl de behandeling met het microtubuli-stabiliserende middel paclitaxel de epibolie van alle cellagen blokkeert. Er is ook bewijs voor het belang van op actine gebaseerde structuren bij epibolie. Ringachtige structuren van filamenteuze actine zijn waargenomen aan de voorrand van de enveloplaag, waar het in contact komt met de dooiercel. Er wordt gedacht dat een netwerk van filamenteuze actine in de dooier zich op een myosine-II-afhankelijke manier zou kunnen samentrekken om de blastoporus aan het einde van de epibolie te sluiten, via een "beurs-touwtjes-mechanisme". Het behandelen van embryo's met de actine-destabilisator cytochalasine b resulteert in vertraagde of gestopte epibolie.
Er is nog steeds discussie over de mate waarin de epibolische bewegingen diepe cellen en enveloplaag actieve bewegingen zijn. De enveloplaag maakt contact met de dooiersyncytiële laag via zonula occludens. Er wordt gedacht dat deze contacten de dooiersyncytiële laag in staat stellen de enveloplaag naar de vegetatieve pool te "slepen". Claudin E is een molecuul dat wordt aangetroffen in zonula occludens en dat tot expressie lijkt te komen in de enveloplaag en dat vereist is voor normale epibolie van de zebravis, wat deze hypothese ondersteunt. Bovendien vertonen zebravisembryo's die er niet in slagen een volledig gedifferentieerde enveloplaag te maken defecten in de epibolische bewegingen van de  diepe cellen, enveloplaag en dooiersyncytiële laag, wat erop wijst dat een normale enveloplaag nodig is voor de epibolie van alle drie de cellagen.
Er is aangetoond dat het cel-celadhesie molecuul E-cadherine nodig is voor de radiale tussenvoeging (intercalatie) van de diepe cellen. Veel andere moleculen die betrokken zijn bij cel-celcontact zijn betrokken bij epibolie van de zebravis, waaronder G-alfa (12/13) dat een wisselwerking heeft met E-cadherine en actine, evenals het celadhesiemolecuul EpCam in de enveloplaag, dat de adhesie met de enveloplaag met de onderliggende diepe cellen kan reguleren.

#### Signalering
Het molecuul fibronectine blijkt een rol te spelen bij radiale tussenvoeging (intercalatie). Andere signaalreactiepaden die lijken te functioneren bij epibolie zijn onder meer de Wnt/PCP-reactiepad, [18] PDGF-PI3K-reactiepad, [19] Eph-Ephrin-signalering, [20] JAK-STAT-signalering, [21] en de MAP-kinasecascade. 22]

## Andere gewervelde dieren
Epibolische bewegingen zijn bewaard gebleven bij gewervelde dieren. Hoewel het meeste onderzoek op het gebied van epibolie bij vissen is gedaan, is er ook veel onderzoek gedaan naar epibolie bij de klauwkikker (Xenopus laevis). Vergelijkingen van epibolie bij Amniota, beenvissen en klauwkikker laten zien dat de belangrijkste beweging van epibolie bij de vissen en kikkers radiale tussenvoeging (intercalatie) is, terwijl het bij amnioten een celdeling in het vlak van het epitheel lijkt te zijn. Alle groepen ondergaan veranderingen in de celvorm, zoals de karakteristieke afvlakking van de cellen voor het vergroten van het oppervlak.